# Daniel Keller
Pour les articles homonymes, voir Keller.
Daniel Keller, né le 27 mars 1959 est un chef d'entreprise français, grand maître du Grand Orient de France d'août 2013 à août 2016.

## Biographie
Daniel Keller est né d'un père suisso-allemand et d'une mère aveyronnaise. Il est énarque et normalien. Il a enseigné la sociologie à l'université d'Aix-en-Provence avant de devenir administrateur civil au ministère de l'Économie et des Finances de 1994 à 1999.
En 2000, il intègre la direction commerciale du Groupe Renault à des postes de direction en France et à l'étranger. À partir de 2011, il occupe des fonctions de directeur général de l'entreprise de distribution et concessionnaire automobile NEP-Car, groupe familial installé en région parisienne et comprenant 240 salariés. En octobre 2016, il intègre le groupe Humanis comme directeur de la transformation et du numérique.
Au niveau associatif, en avril 2011, Daniel Keller devient le premier président de Fontenay-Laïcité, une association qui vise à défendre la laïcité contre toute pression communautariste à Fontenay-sous-Bois (il siège d'ailleurs à l'Observatoire international de la laïcité et depuis le 22 avril 2014, il est membre de la Commission nationale consultative des droits de l'homme).
Il est nommé le 5 novembre 2015 au Conseil économique, social et environnemental (CESE) au titre des personnalités qualifiées.
Depuis 2017, il préside l'Association des anciens élèves de l'École nationale d'administration.

### Parcours académique
- École normale supérieure de Fontenay-aux-Roses et agrégation de lettres modernes
- École des hautes études en sciences sociales et DEA de sociologie politique
- 1988 : Institut d'études politiques de Paris (IEP Paris)[5]
- 1994 : École nationale d'administration - ENA (promotion Antoine de Saint-Exupéry)

### Parcours dans le Grand Orient de France
En 1996, Daniel Keller est initié dans la loge « Vérité - ni Dieu ni maître », loge maçonnique d’inspiration anarcho-syndicaliste située à Paris.   Au cours de son parcours maçonnique, il devient membre du Cercle Ramadier - fraternelle (association) des francs-maçons de gauche.  De 2009 à 2012, il est président du congrès des loges de Paris 4 et de l'Europe de L'Est. À ce titre, il a contribué à l'extension de l'influence du GODF en Europe de l'Est puisque sous sa présidence, des loges ont vu le jour en Bulgarie, en Croatie, ou encore en Serbie.  En 2011, il préside le 146e Convent annuel du Grand Orient de France (GODF) - assemblée générale de l'Obédience, qui se tient à Vichy.
En août 2013, dès le début de sa première montée au conseil de l'ordre à Nice, Daniel Keller est élu grand maître du Grand Orient de France. Il succède à José Gulino. Lors de son élection, le Grand Orient de France revendique 52 000 membres en France et dans le monde, dont 2 000 femmes. Son parcours en tant que grand maître est marqué par de nombreuses rencontres internationales, particulièrement, dans divers pays de l'Europe de l'Est, tels que la Serbie, la Macédoine, la Bulgarie, la Pologne et la Russie. Cela lui a permis d'acquérir une certaine connaissance des problématiques maçonniques internationales. En août 2014, puis en août 2015, il est réélu grand maître du Grand Orient de France.

## Prises de position
Daniel Keller s'est dit « favorable à la légalisation du recours à des pratiques sédatives ayant pour objectif d’abréger la vie, dans le respect de la volonté de la personne souffrante », c'est-à-dire le droit au suicide assisté.
En 2014, il a écrit au Parlement européen pour plaider l'inscription de l'IVG dans la charte des droits fondamentaux.
Au niveau politique, Daniel Keller se définit comme un « électeur de gauche »,.